# We Are One (Ole Ola)
«We Are One (Ole Ola)» — композиция, записанная американским рэпером Питбулем для альбома «One Love, One Rhythm – The 2014 FIFA World Cup Official Album». 23 января 2014 года ФИФА и Sony Music объявили «We Are One (Ole Ola)» официальной песней чемпионата мира в Бразилии. В песне присутствуют гостевые вокалы Дженнифер Лопес и бразильской певицы Клаудии Лейтте. Авторами выступили Питбуль, Дженнифер Лопес, Клаудия Лейтте, Томас Троелсен, Дэнни Мерсер, Sia, Dr. Luke, Cirkut и RedOne, а продюсерами — Dr. Luke, Cirkut и Троелсен. Песня получила негативные отзывы от бразильцев и футбольных болельщиков, в частности из-за недостаточного использования бразильской и футбольной тематики в песне. Позже песня получила незначительные изменения с применением барабанов афро-бразильской группы Олодум и вышла отдельным синглом. Эта же версия была использована при создании клипа. Композиция испытала умеренный коммерческий успех, достигнув топ-двадцатки в таких странах как Италия, Испания, Германия, Франция, Австрия и страны-хозяйки ЧМ-2014 Бразилии.
В мае 2014 года была записана русская кавер-версия песни — «Подними свой флаг» в исполнении рэпера Мирослава Строка и вокалистки Анны Пянтиной.

## История

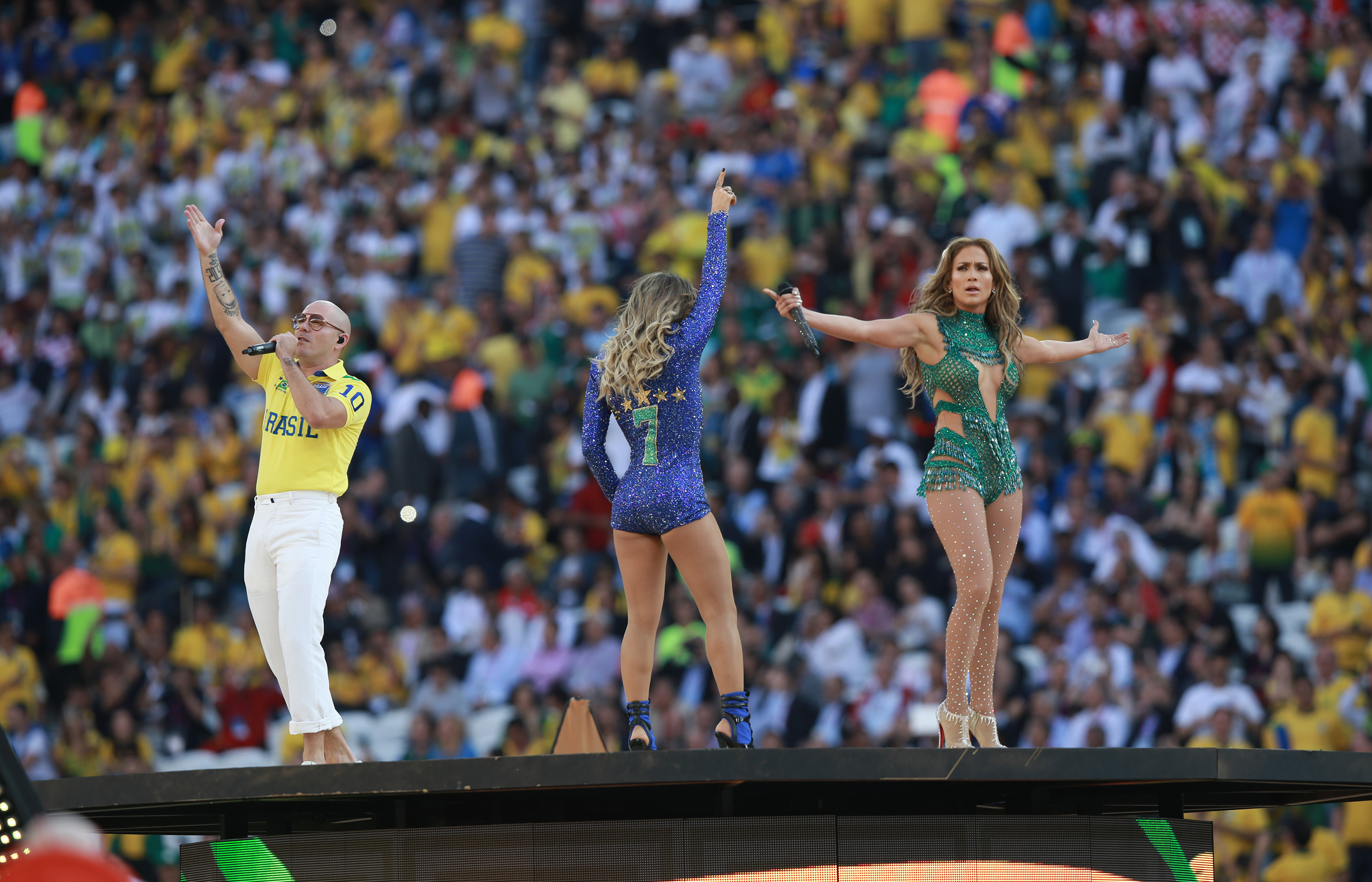
Церемония открытия

22 января 2014 года ФИФА и Sony Music Entertainment объявили, что «We Are One (Ole Ola)» будет выступать в качестве официальной песни Чемпионат мира по футболу. Питбуль стал одним из авторов песни и пригласил поучаствовать Дженнифер Лопес, которой тоже понравилась композиция, чем он был очень горд. Так как Чемпионат мира проходил в Бразилии, не обошлось без приглашения и бразильского исполнителя. Им стала Клаудия Лейтте, исполнившая куплет на португальском языке. А позже, после критики футбольных и особенно бразильских болельщиков, в песню внесли изменения, правда, незначительные: характерные барабаны афро-бразильской группы Олодум, ранее участвовавшей в композиции Майкла Джексона «They Don't Care About Us». Именно версия с группой Олодум стала основой музыкального клипа на песню. Все версии песни (оригинальная и Олодум Микс) были выпущены отдельными синглами. 12 июня 2014 на стадионе Arena Corinthians в Сан-Паулу состоялась церемония открытия Чемпионата мира по футболу, предшествовавшая матчу Бразилия — Хорватия, где песня была исполнена вживую, а позже, 26 июня, вышла отдельным синглом на iTunes.

## Видео
В феврале 2014 Питбуль, Дженнифер Лопес, Клаудия Лейтте и Олодум приняли участие в съемках клипа, которые проходили в Форт-Лодердейле, Флорида. Основная концепция видео состояла в представлении карнавала в Бразилии, где участвуют и поют Питбуль, Лопес и Лейтте, а в качестве музыкального сопровождения используется Olodum Mix-версия песни. Официальный релиз клипа на Youtube состоялся 16 мая 2014 и собрал более 200 миллионов просмотров за 2 месяца.

## Список композиций
- Цифровая дистрибуция[8]
  1. «We Are One (Ole Ola)» (featuring Jennifer Lopez and Claudia Leitte) — 3:42
- Цифровая дистрибуция — Olodum Mix[9]
  1. «We Are One (Ole Ola)» (featuring Jennifer Lopez and Claudia Leitte) (Olodum mix) — 3:56
- Цифровая дистрибуция — Opening Ceremony Version[10]
  1. «We Are One (Ole Ola)» (featuring Jennifer Lopez and Claudia Leitte) (Opening Ceremony Version) — 5:21

## Создатели
| - Армандо К. Перес — автор, исполнитель - Томас Трольсен — автор, продюсер, инструменты, программирование, дополнительный бэк-вокал, свисток - Дженнифер Лопес — автор, исполнитель - Клаудия Лейтте — автор, исполнитель - Даниэль Мурсия — автор - Сиа Фёрлер — автор - Лукаш Готвальд — автор, продюсер, инструменты, программирование, дополнительный бэк-вокал - Генри Уолтер — автор, продюсер, инструменты, программирование, дополнительный бэк-вокал | - Надир Хаят — автор - Аль Бурна — инженер, запись вокала Pitbull - Рейчел Финдлен — инженер - Клинт Гиббс — инженер - Кэмерон Монтгомери — помощник машиниста - Сербан Генеа — сведение - Джон Хейнс — инженер сведения - Крис Герингер — мастеринг |